# Pasul Island
Pasul Island ist eine Binneninsel im Gambia-Fluss im westafrikanischen Staat Gambia.
Die Insel liegt flussabwärts von Pasari Island, im Süden schließt sich die Insel Ba Faraba Island an. Pasul Island ist ungefähr 10,6 Kilometer lang und 2,5 Kilometer breit. Auf der Nordseite der Insel ist der Gambia rund 550 Meter breit, an der südlichen Seite ist der Abstand zum südlichen Ufer deutlich kleiner. Am Ende der Insel, im Südwesten, weitet sich der Abstand dort auf nur maximal 50 Meter. Bei Kudang Tenda, im Nordosten der Insel, ist der Kanal auf rund 10 Meter verengt. Auf vielen Karten ist die Insel deswegen als Insel nicht erkennbar.
Kudang Tenda, ist der einzig besiedelte Ort auf der Insel. Im Süden sind ausgedehnte Mangrovenwälder zu finden, im Norden wird die Insel teils landwirtschaftlich, mit Reisanbau, genutzt.